# Alloschizidium cottarellii
Alloschizidium cottarellii är en kräftdjursart som först beskrevs av Roberto Argano och Giuseppe L. Pesce 1974.  Alloschizidium cottarellii ingår i släktet Alloschizidium och familjen klotgråsuggor. Inga underarter finns listade i Catalogue of Life.